# Regut
Regut – wieś sołecka w Polsce położona w województwie mazowieckim, w powiecie otwockim, w gminie Celestynów niedaleko Warszawy.
Wieś królewska położona była w drugiej połowie XVI wieku w powiecie garwolińskim  ziemi czerskiej województwa mazowieckiego. W latach 1975–1998 miejscowość administracyjnie należała do województwa warszawskiego.
Miejscowość nie zajmuje dużego terenu, ale jest bardzo charakterystyczna, bowiem w jej okolicy znajdują się lasy sosnowe i polodowcowe wydmy.

## Historia i kultura
Regut powstał w XVI wieku. Należał wtedy do starostwa osieckiego. Był wsią królewską. Część pierwszych mieszkańców Reguta nabyła swoje majątki w drodze okupu. Ks. Kacper Sadłocza na rozkaz króla zasiedlał tereny starostwa.
Na przełomie XVI i XVII w. Regut wyróżniał się na tle innych miejscowości na tym obszarze. Wykupowano nowe ziemie. Jest to dowód na to, że mieszkańcy wsi byli zamożni. Według zapisków z 1660 r. Regut został całkowicie spalony podczas wojen szwedzkich. Bardzo powoli został znowu zasiedlony i odbudowany. Zaczęły też powstawać inne miejscowości jak: Tabor, Podbiel, Ponurzyca. W Regucie jako pierwszej miejscowości w starostwie osieckim dokonano bardzo ważnej zmiany – zmieniono pańszczyznę na czynsz. Rozwinęła się uprawa wielu roślin, jednak trzeba było oddawać część plonów do folwarku Chrosna i dworu Osieck. Mimo iż mieszkaniec Reguta był najzamożniejszy ze wszystkich mieszkańców starostwa, nie mógł sam rozporządzać swoim majątkiem. Musiał bowiem utrzymywać swojego władcę w Osiecku.
Szansą na rozwój miała się stać Konstytucja 3 maja. Jednak rzeczywistość okazała się inna. Walki powstałe w obronie konstytucji nie ominęły również Reguta. Tu obozowały wojska polskie i przechodziły tędy wojska rosyjskie.
Przez to chłopi reguccy nie mogli nic zasiać na polach podczas insurekcji kościuszkowskiej. Znaczny rozkwit nastąpił w XIX w. Wtedy znowu Regut był jedną z najbogatszych miejscowości starostwa osieckiego.
Regut nie ma wielu zasłużonych ludzi, jednak jest jedna taka osoba, która niewątpliwie wpisała się w historię. Jest to Józef Sobota, znany rzeźbiarz. Jego dzieła w większości przepadły, ale część została wykupiona przez muzea (np. Państwowe Muzeum Etnograficzne) i kolekcjonerów. Więcej informacji o Józefie Sobocie można znaleźć w książce M. Prokopka "Życie i twórczość rzeźbiarska Józefa Soboty" oraz w książce Aleksandra Jackowskiego "O rzeźbach i rzeźbiarzach".
Wieś należy do Parafii Wniebowzięcia NMP w Celestynowie. W remizie strażackiej w niedziele (oprócz świąt) o godzinie 16:00 odprawiana jest Msza Święta.
W marcu 2020 opublikowany został reportaż „Jutro sianokosy” (napisany przez byłą mieszkankę Reguta, Martę Matosek), który opisuje losy jednego z najstarszych mieszkańca Reguta, Józefa Celińskiego oraz jego rodziny, od II wojny światowej aż po czasy współczesne. Książka ta relacjonuje w prozatorski sposób życie codzienne oraz przemiany gospodarcze i społeczne zachodzące w Regucie od lat 50., jak również prezentuje kulturę ludową mieszkańców Reguta i okolic: dożynki, zwyczaje weselne, śpiewki ludowe, prace gospodarcze i rolnicze.

### Ochotnicza straż pożarna
W Regucie, od 1927 roku działa Ochotnicza Straż Pożarna, obecnie jako stowarzyszenie. Oprócz działalności ratowniczo-gaśniczej, zabezpiecza imprezy masowe oraz prowadzi edukację z zakresu przeciw działania pożarom. Przy OSP działa Młodzieżowa Drużyna Pożarnicza.

### Szkoła podstawowa
Pierwsza szkoła w Regucie powstała w latach 20. XX w. W końcu 1922 roku  dzieci rozpoczęły naukę w domu prywatnym. W 1926 roku mieszkańcy wybudowali budynek szkoły z jedną izbą lekcyjną i mieszkaniem dla nauczyciela. Składka po 50 ówczesnych zł od domostwa oraz materiał na budowę od mieszkańców i z mienia gromadzkiego pozwoliły na ukończenie budynku. Dzieci do nowej szkoły zaczęły uczęszczać od roku szkolnego 1927/28.
Od końca lat 50. XX w. Szkoła Podstawowa w Regucie mieści się w kolejnym budynku (budowany w latach 1956-58) przy ul. Wiatracznej 13. Jest tam oddział przedszkolaków, klasa "0" oraz klasy I-VI (docelowo po wprowadzeniu reformy oświaty z 2017 r. - I - VIII).

### Klub piłkarski RKS Bór Regut
Regut znany jest również z drużyny piłkarskiej RKS Bór Regut, która oficjalnie powstała w 2000 roku. W klubie jest drużyna seniorów, oldboyów, cheerleaderek oraz kilka drużyn  młodzieżowych i dziecięcych. Klub dynamicznie się rozwija. Stadion piłkarski w Regucie, na którym rozgrywa swoje mecze, wybudowali mieszkańcy. Oficjalne otwarcie boiska nastąpiło 13 września 1998 roku. Rocznik 2005 w roku 2020 zdobył vice mistrzostwo Polski w Futsalu.

## Przyroda i wypoczynek
Miejscowość Regut położona jest w Mazowieckim Parku Krajobrazowym. Bliskość Warszawy, niespełna 60 min jazdy samochodem z centrum stolicy, powodują, że jest to atrakcyjne miejsce na weekendowe wypady za miasto. Dojechać można również koleją, stacja Celestynów znajduje się 2,5 km od Reguta. Lasy sosnowe, wydmy polodowcowe i wyznaczone szlaki turystyczne zachęcają do wędrówek. W sezonie można zbierać jagody i grzyby. W lasach można spotkać liczne gatunki dzikich zwierząt: dziki, lisy, sarny, łosie i inne.
Szlaki turystyczne:
- Szlak wiejski – szlak żółty, Stara Wieś – Osieck, całkowita długość: 20,7 km,

- Rowerowy szlak borów nadwiślańskich – szlak czerwony, Warszawa Radość – Pilawa, całkowita długość: 67 km,
- Szlak borów nadwiślańskich – szlak niebieski, Glinianka – Garwolin, całkowita długość: 80 km[13],
- Warszawska obwodnica turystyczna – szlak czerwony, Góra Kalwaria – Warszawa Rembertów, całkowita długość: 54,3 km,
- Szlak pejzażowy – szlak zielony, Kołbiel – Otwock, całkowita długość: 31 km,
- Szlak czartów mazowieckich – szlak zielony, Zabieżki – Kołbiel PKP, całkowita długość: 17,5 km.